# Aleramici
Aleramici – włoski ród władający od 938 do 1305 roku Margrabstwem Monferrato.
Brali udział w wyprawach krzyżowych: Konrad z Montferratu był 1192 władcą Królestwa Jerozolimskiego. Bonifacy z Montferratu był założycielem Królestwa Tesaloniki (1204–1224). Po śmierci ostatniego władcy Jana I władzę w markizacie Montferratu objął jego siostrzeniec Teodor I Paleolog.

## Władcy Monferratu
- przed 933: Wilhelm I
- 933–967 lub 991: Aleramo
  - ?–przed 967: Wilhelm II (koregent)
  - 967–991: Otto I (koregent)
- 991–przed 1042: Wilhelm III
- przed 1042–ok. 1084: Otto II
  - ok. 1042–1045: Henryk (koregent)
- ok. 1084–ok. 1100: Wilhelm IV
- ok. 1100–ok. 1136: Ranier I
- ok. 1100–ok. 1127: Wilhelm (koregent)
- ok. 1136–1191: Wilhelm V
- 1191–1192: Konrad (król Jerozolimy)
- 1192–1207: Bonifacy I (król Tesalonik 1204)
- 1207–1225: Wilhelm VI
- 1225–1253/1255: Bonifacy II (tytularny król Tesalonik 1239/1249)
- 1253/1255–1292: Wilhelm VII (tytularny król Tesalonik, przekazał swoje prawa do Tesalonik Andronikowi II Paleologowi))
- 1292–1305: Jan I (koregent 1290)

## Królowie Tesaloniki
- Bonifacy z Montferratu (1204–1207)
- Demetriusz (1207–1224)